# Всесвітній день ліні
Одним із незвичайних неофіційних свят є Всесвітній день лінощів (англ. World Laziness Day), який припадає на 10 лютого. Головною особливістю святкування Дня лінощів є те, що в цей день заведено байдикувати.

## Історія

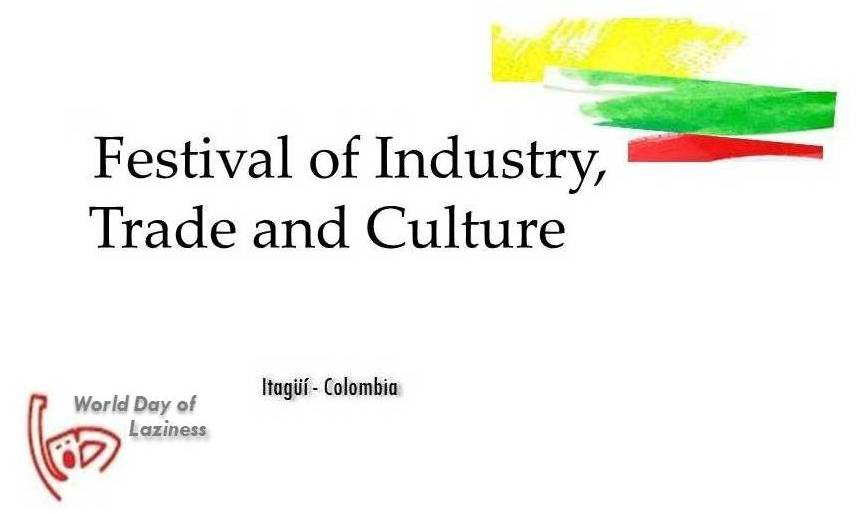

Вважається, що День лінощів зародився в Колумбії, в Ітагуі (Itagüí) — промисловому центрі та густонаселеному місті. Його було засновано у 1984 році в день закриття Фестивалю промисловості, торгівлі та культури. Фестиваль — це соціально-культурний захід, на якому представлені всі стилі та жанри музики: джаз, блюз, сальса, рок, хіп-хоп, реггетон, валленато, електронна музика, регі поп, а також такі види мистецтва, як живопис, танець, театр.
Одного разу колумбійці зрозуміли, що їм, справді, не вистачає спокою, і вийшли на вулиці, щоб оголосити всьому світу, що, окрім права на свободу, права на інформацію та права вибору, людина потребує права на лінощі.
У цей день жителі мають право полінуватися «від душі». Частина з них робить це пасивно — просто відпочиває вдома, навіть не встаючи з ліжка. Інші ж вибирають активне неробство — виносять лежаки та шезлонги в парки та сквери, беруть із собою смачну їжу для перекусів на природі та пасивно спостерігають за тим, що відбувається навколо. У День лінощів колумбійці організовують різні вуличні змагання, а ті, хто не хоче брати в них участь, виходять на вулиці зі своїми кріслами, матрацами, їжею та насолоджуються своїм неробством.

## Дата святкування
Ідею святкування Дня лінощів підхопили багато штатів, хоча дати святкування не завжди збігаються. Наприклад, у Колумбії та багатьох інших країнах це свято відзначають 20 серпня, у США — 10 серпня. Терміни святкування різні, але суть однакова — це чудовий привід нічого не робити.

## Мета святкування
Мета свята зовсім не в тому, щоб оспівувати ледарів. Його завдання — ефективна боротьба зі стресом і синдромом хронічної втоми — злісними переслідувачами наших сучасників. Неможливо чітко сказати, лінощі — це добре чи погано. Але є думка, що всі прориви в науці та техніці сталися саме завдяки цій якості людей. Буває, що людина занадто лінується підійматися на певний поверх сходів, замітати будинок, чистити килими, вставати та вмикати кнопку телевізора. Саме через це з'явилися такі винаходи, як пральна машина, ліфт, пилотяг, пульт управління, телефон.